# 松本豊 (起業家)
松本 豊（まつもと ゆたか、4月25日）は、日本の起業家。

## 人物・来歴
山口県下関市彦島に長男として生まれる。下関市立西山小学校を卒業し、下関市立玄洋中学校に進み、私立早鞆高等学校を卒業。
自由民主党党員であり、山口4区（下関市）の安倍晋三総理とは半世紀以上の付き合いがあり、多くの政治家と親交がある。
1998年　funai USAcorporation北米マーケットに於いて、液晶TV売り上げ４位に貢献、日本メーカーとしては1位を記録。
他多くの企業の再建と再生に貢献。
- 2020年株式会社リンクメディカル代表取締役会長兼CEO[1]
- 2021年株式会社VICORD監査役
- 2023年株式会社CORDER顧問
- 2015年下関市海峡大使
- 2018年日本会議会員[2]